# 火烧坝城堡遗址
火烧坝城堡遗址，位于中国广东省河源市连平县陂头镇莲光村，为河源市连平县的一个县级文物保护单位，类型为古遗址，公布时间为1985年4月。
火烧坝城堡遗址的历史年代为清代。